# Szmolenszki Repülőgépgyár
A Szmolenszki Repülőgépgyár, rövidítve SzmAZ (oroszul: СмАЗ – Смоленский авиационный завод) az oroszországi Szmolenszkben részvénytársasági formában működő repülőgépgyártó vállalat. A szovjet időszakban a Jakovlev-tervezőiroda egyik gyártóbázisa volt. Legnagyobb mennyiségben a Jak–18 és Jak–40 repülőgépeket gyártotta. Az 1990-es évektől elsősorban alkatrészgyártással, repülőgép-javítással foglalkozik, de emellett saját gyártmányai is vannak. 2004 májusától az orosz állami  Harcászati Rakétafegyverzet Vállalat (KTRV) holdinghoz tartozik.

## Története

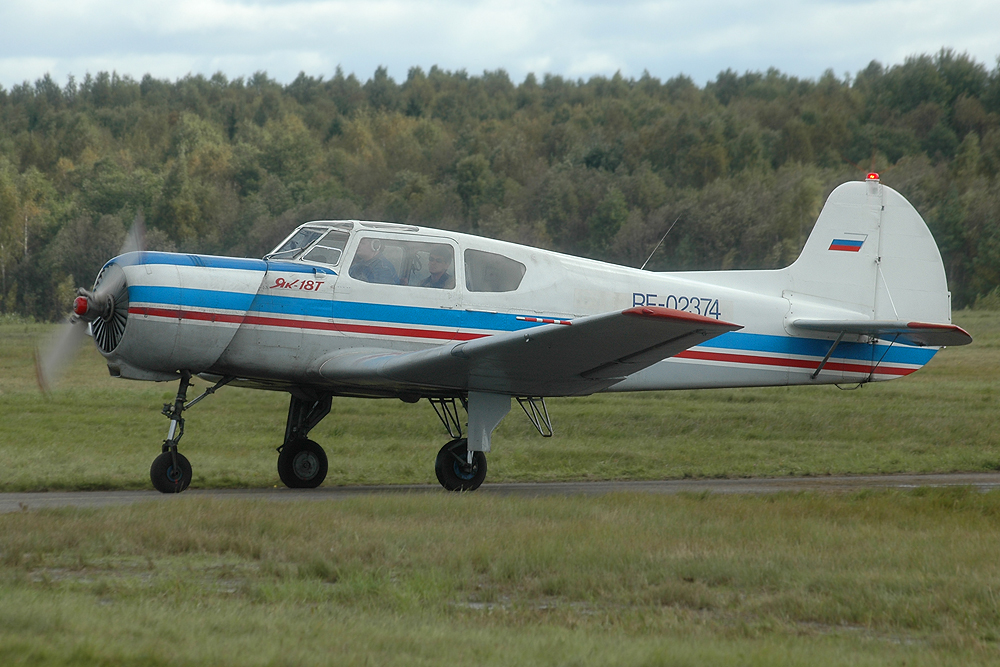
Jak–18T

### A kezdeti időszak
A repülőgépgyár elődjét, a 3. sz. repülőgépjavító üzemet (Remvozduh–3) 1925-ben kezdték el építeni Szmolenszk északi részén Mihail Tuhacsevszkij javaslatára. Az üzem hivatalos megnyitására 1926. november 8-án került sor. 1928-ban átnevezték 35. sz. Üzemre. A vállalat az 1920-as és 1930-as évek fordulójának elterjedt szovjet harci repülőgépeinek és azok motorjainak (R–1, I–2, I–3, R–5, R–6, TB–1 repülőgépek és M–5, M–11, M–17, M–34 motorok) javításával foglalkozott.
1938 májusában a 39. sz. repülőgépgyár speciális, sztratoszféra- és nagytávolságú repülőeszközök fejlesztésével foglalkozó tervezőirodáját (BOK) a szmolenszki gyárba telepítették. A tervezőiroda vezetője V. A. Csizsevszkij lett. A BOK első szmolenszki munkája az SZSZSZR–1 nagy magasságú léghajó gondolájának modernizálása volt, melyet az SZSZSZR–1bisz léghajón alkalmaztak. Az 1930-as években elkészült Szmolenszkben az első, a Szovjetunióban épített magassági repülőgép, a hermetizált pilótafülkével ellátott BOK–1, később BOK–5 csupaszárny repülőgép, a BOK–7 magassági repülőgép, BOK–15 távolsági repülőgép, valamint az SZSZSZR–2 és SZSZSZR–3 léghajók gondolái.

### A második világháború időszaka
1938–1939-től az üzem az SZB gyorsbombázók, az I–15 és I–16 vadászrepülőgépek, valamint az M–100 és M–25 motorok javítására is felkészült. 1939–1941 között folytak az Il–2 csatarepülőgép szmolenszki sorozatgyártásának előkészületei, de a háború kitörése miatt nem indulhatott be.  1941-ben a Szovjetunió elleni német támadás miatt Kujbisevbe (ma: Szamara) evakuálták a gyárat, ahol az ottani 1. sz. Repülőgépgyár szervezetében működött.
Szmolenszket a Vörös Hadsereg 1943 szeptemberének végén foglalta vissza. Ezt követően megkezdődött a repülőgépgyár helyreállítása. 1944 tavaszától már ott is folyt az Il–2 csatarepülőgép és a Jak–7, La–5, valamint a La–7 vadászrepülőgépek javítása. A gyárat a Szovjetunió Repülőgépipari Népbiztossága, később Repülőgépipari Minisztériuma 475. sz. Állami Repülőgépgyáraként (GAZ–475) működött.

### A Jakovlev-korszak

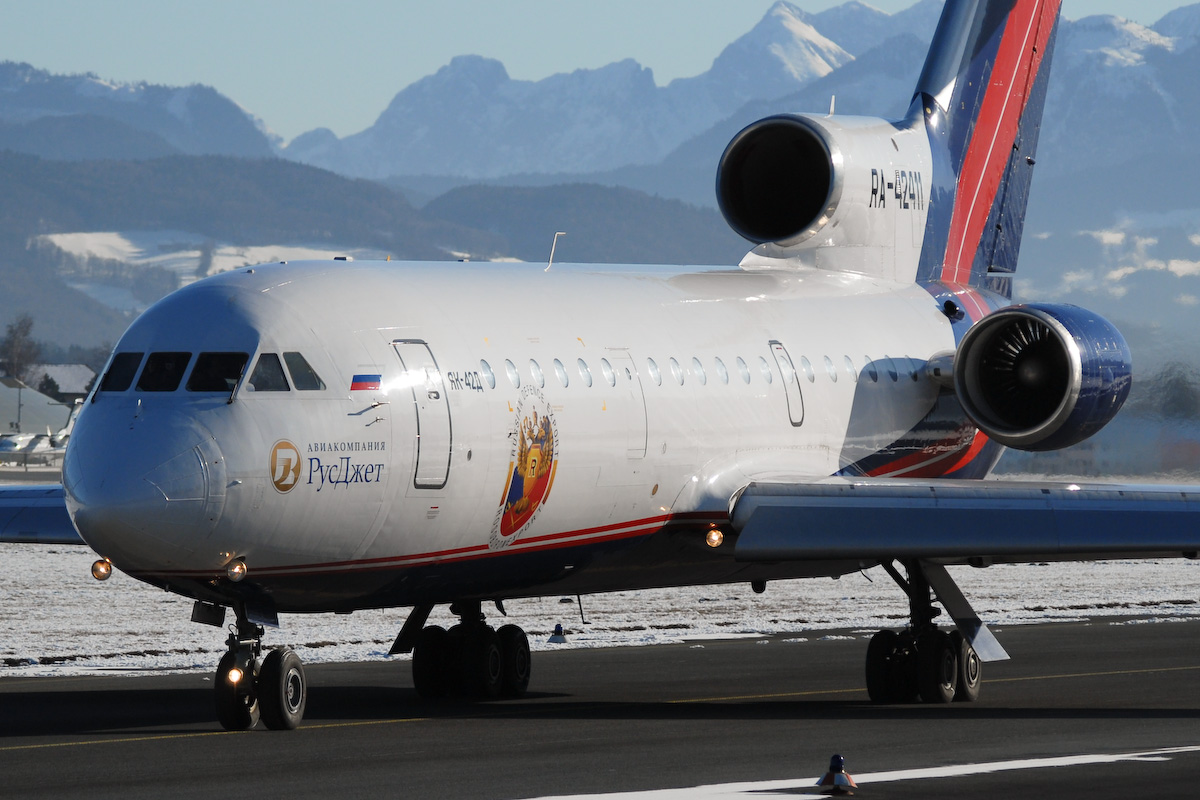
Jak–42D

1965-től a Jakovlev-tervezőirodával működött együtt, annak egyik fontos gyártóbázisa volt. Kezdetben a Jak–40 utasszállító repülőgépek szárnyait készítette. 1972-ben kezdődött a Jak–18T repülőgépek sorozatgyártása. Ebből a típusból a szmolenszki gyár több mint 500 darabot készített a gyártás 1983-as beszüntetéséig. 1973–1974-ben a Jak–51-es sportrepülőgép prototípusainak szárnyait építették meg. 1938 februárjában megszüntették a szmolenszki gyár tervezőirodáját, melyet beolvasztottak a Moszkva mellett működő KB–29 tervezőirodába.
Közben, 1967-ben a vállalatot átnevezték Szmolenszki Gépgyárra, majd 1974-ben Szmolenszki Repülőgépgyár névre.
1975-től a gyár készítette a Jak–42-es utasszállító repülőgép szárnyait, függőleges vezérsíkját és hajtóműgondoláit. A következő évre a teljes gép szmolenszki  gyártását megszervezték. 1977–1981 között 11 darabot építettek a típusból, majd a gép sorozatgyártását áttelepítették a Szaratovi Repülőgépgyárba. Ezt követően a szmolenszki gyár már csak a Jak–42-es szárnyainak egyes elemeit, valamint a középső hajtómű levegőbeömlő részeit készítette.
Az 1980-as években a szmolenszki gyár részt vett a Buran űrsiklók építésében. 1982–1987 között ott készítették a szárnyakat, a függőleges vezérsíkokat és a törzs egyes részeit. 1988-ban pedig ott építették meg a Mjasziscsev-tervezőiroda M–55 Geofizika repülőgépének prototípusát.

### Az 1990-es évektől
Az 1990-es évek elején a gyár felkészült a Jak–40 modernizált, növelt hatótávolságú változatának, a Jak–40D típusú gépnek a sorozatgyártására, de erre végül nem került sor.
A vállalatot 1993-ban privatizálták, azóta részvénytársaságként működik. Még abban az évben a gyár egy kisebb sorozatot épített a Jak–18T és Jak–112-es típusokból.

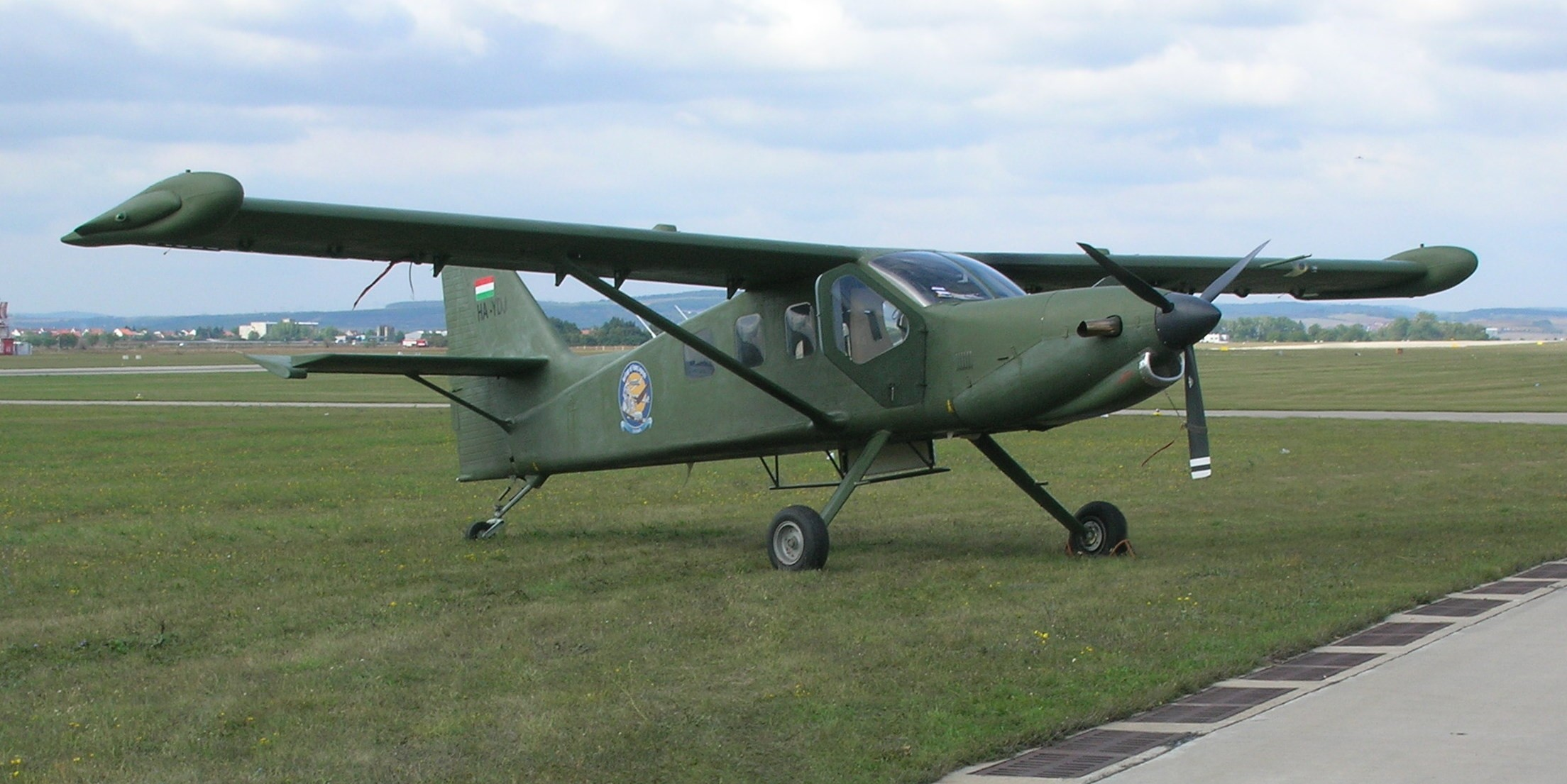
SZM–92T

1994-től a gyár a Tyehnoavia cég repülőgépeit is készít. Első ilyen modellje az SZM–92 Finyiszt típus volt. A következő évben elkészítették az FSZB számára a gép határrendészeti, járőröző változatát, az SZM–92P-t, valamint a Jak–18T modernizált változatát, az SZM–94-est. A gyár további saját típusai az SZM–55 és az SZM–2000.
A Jakovlet-tervezőirodával együttműködve 1996-ban kifejlesztették a Jak–40-es állami feladatok ellátására alkalmas VIP-változatát, az 1990-es évek második felében pedig ott folyt a Pcsela felderítő robotrepülőgép gyártása.
A 2000-es évek elejétől a Szuhoj-tervezőirodával együttműködve megépítette a Szu–38 mezőgazdasági repülőgép prototípusait. 2002-től alkatrészgyártással részt vesz a Jak–130-as programban és a Tu–154M gyártásában. Utóbbi gépnek a szárnyait gyártják Szmolenszkben. A vállalatot 2004 májusában az orosz rakéta- és repülőgépgyártó vállalatok egy részét összefogó Harcászati Rakétafegyverzet Vállalathoz csatolták.

## Gyártott repülőgéptípusok
- Jak–18T
- Jak–42
- Mjasziscsev M–55 Geofozika
- Jak–112
- SZM–92, SZM–92T
- SZM–94
- SZM–2000, SZM–2000P
- SZM–55
- Szu–38

## Külső hivatkozások
- A Szmolenszki Repülőgépgyár honlapja
- A SzmaAZ a harcászati Rakétafegyverzet Vállalat (KTRV) honlapján (oroszul)
- Története a KTRV honlapján (oroszul)